# 狼瞫
狼瞫（？—前625年），狼氏，名瞫，春秋时期晋襄公的车右。

## 生平
前627年夏季四月十三日，晋军在崤山进攻秦军。次日，晋襄公捆绑了秦国的俘虏，派车右莱驹用戈去杀他们。秦国的俘虏大声喊叫，莱驹失手把戈掉在地上，狼瞫拿起戈砍了俘虏的头，抓起莱驹追上了晋襄公的战车，晋襄公就让狼瞫担任车右。
前627年八月，狄人进攻晋国。八月二十二日，晋襄公在箕打败了狄人。在这一战中，晋国的中军将先轸革除了狼瞫车右的职位以续简伯替代，狼瞫对此十分愤怒。狼瞫的友人问：“你为什么不去死？”狼瞫答道：“我还没找到死的地方。”友人说：“我和你一起发难，杀了先轸。”狼瞫拒绝了，他说：“《周志》有这样的话：‘有勇却杀害了上级，死后不能进入祖庙。’不合道义的死，不叫勇敢。为国家所用才称作勇敢。我以勇敢获得了车右的职位，没有勇敢而被废黜，也是合适的。如果上级不了解我，废黜的得当就是了解我了。您姑且等着吧。”
前625年二月十七日，晋军在彭衙抵抗秦军的入侵，摆开阵势后，狼瞫带着部下冲进秦军阵中，最终战死。晋军跟着攻上去，大败秦军。君子评价说：“狼瞫这样的作为可以算得上君子了。《诗经》说：‘君子如果发怒，动乱就可以很快阻止。’《诗经》还说：‘周文王勃然大怒，于是就整顿军队讨伐叛乱。’发怒不去作乱，反而上去打仗，狼瞫可以说是君子。”